# Луїс Сантос Сільва
Луїс Сантос Сільва (ісп. Luis Santos Silva) — парагвайський футболіст, що грав на позиції півзахисника за «Серро Портеньйо» і національну збірну Парагваю.

## Клубна кар'єра
Грав за команду «Серро Портеньйо». 

## Виступи за збірну
1955 року дебютував в офіційних матчах у складі національної збірної Парагваю.
Був у заявці збірної на чемпіонат світу 1958 року у Швеції, однак на поле в іграх світової першості не виходив.